# Relief mapping
In Computer grafica 3D il Relief mapping (tradotto letteralmente "mappatura del rilievo") è una tecnica alternativa di mappatura al Parallax mapping che risulta molto più precisa e può supportare Self-shadowing e Normal mapping. Esso sfrutta un processo che agevola la rappresentazione della geometria tridimensionale delle cose simulando ombre sulla loro superficie. Può essere semplicemente descritto come una breve distanza di Ray tracing fatta su un pixel shader; varie tecniche possono essere implementate per velocizzare il raytrace, assumendo dimensioni di fase variabile.
Il Relief mapping produce su un medesimo oggetto 3d tecniche di auto-occlusione, self-shadowing, Parallax visibile in movimento e silhouette. Questa tecnica permette di migliorare l'aspetto di superfici 3D e scene aumentando tramite le texture, la profondità di tassellatura.
Non è una tecnica così comune nei videogiochi, almeno allo stato attuale dello sviluppo tecnologico, in quanto è una tecnica lenta da caricare a causa della necessità di una grande quantità di elaborazione per pixel. Videogiochi come Crysis, The Elder Scrolls IV: Oblivion, e Unreal Tournament 3 usano una tecnica simile, chiamata Parallax mapping.